# Fortigaire de Plaisance
Fortigaire de Plaisance,  né  à Bruges  d'une famille lombarde et mort en  février  1452, est un  prélat belgo-français du XVe siècle.

## Biographie
Fortigaire de Plaisance est  archidiacre d'Arras, prévôt de Saint-Pierre de Lille et de Sainte-Walburge de Furnes, conseiller, confesseur et premier aumônier de Philippe, duc de Bourgogne. Il est élu évêque d'Arras par le concours unanime de tous les suffrages du chapitre en 1438. 
Ce pontife consacre deux autels près du chœur de la cathédrale et celui de la chapelle de Saint-Vaast, qu'il fait décorer. 